# 木卫十四
木卫十四又稱為「忒拜」（S/1979 J 2，Thebe），是环绕木星运行的一颗卫星。

## 概述
木卫十四是離木星第四近的衛星，它是由航海家1號于1979年3月5日发现，剛開始它只有一個叫做S/1979 J 2的臨時編號，直到1983年它才以希臘神話中的寧芙忒拜命名。木卫十四上有三四个很大的陨石坑，这些坑的直径和木卫十四的半径差不多大。

## 軌道
木卫十四是屬於木星的内圈衛星群，但是它偏離木星的赤道為1.08°，而且離心率有0.018，這對木星的内圈衛星群來說是非常的大，這種不尋常的狀況可以用它與木卫一的軌道共振來解釋。

## 物理性質
木卫十四的形狀非常不規則，形狀有點接近橢球，大小是116x98x84公里，它的質量、密度和體積並不確定，但根據估計密度大約是0.86 g/cm3，而質量大慨是4.3×1017公斤。木卫十四公轉與自轉同步，也就是說它的一面永遠朝向木星。這跟木星的内部衛星群類似。木卫十四多半呈現暗紅色的，它的背對木星的一面比面對木星的一面的亮度多1.3倍，可能是因為面跟背對木星的一面比較容易會發生小行星撞擊，而被撞擊時會噴出較亮的物質（冰等），因此比面對木星的一面會比較亮。
目前只有一個表面特徵獲得正式命名。

### 撞擊坑
木衛十四上的撞擊坑，以忒拜的丈夫命名。
| 名稱         | 名字來源                            |
| ------------ | ----------------------------------- |
| Zethus撞擊坑 | Zethus，忒拜的丈夫，Amphion的兄弟。 |